# Vicki Barr
Vicki Barr (ur. 14 kwietnia 1982 w Gateshead) – brytyjska lekkoatletka, specjalizująca się w biegu na 400 metrów. W 2017 roku po dyskwalifikacji sztafety rosyjskiej przyznano sztafecie brytyjskiej, w której skład wchodziła również Barr brązowy medal mistrzostw świata z Berlina.

## Najważniejsze osiągnięcia
| Rok  | Rodzaj zawodów                          | Miasto     | Konkurencja        | Miejsce | Wynik   |
| ---- | --------------------------------------- | ---------- | ------------------ | ------- | ------- |
| 2009 | Halowe mistrzostwa Europy               | Turyn      | Sztafeta 4 x 400 m | 2.      | 3:30,42 |
| 2009 | Superliga drużynowych mistrzostw Europy | Leiria     | Sztafeta 4 x 400 m | 3.      | 3:29,29 |
| 2009 | Mistrzostwa świata                      | Berlin     | Sztafeta 4 x 400 m | 4.      | 3:25:16 |
| 2010 | Igrzyska Wspólnoty Narodów              | Nowe Delhi | Sztafeta 4 x 400 m | 2.      | 3:29,51 |

## Rekordy życiowe
- Bieg na 300 m – 37,78 (2007) / 37,7[2] (2009)
- Bieg na 400 m – 52,40 (2010)
- bieg na 400 m (hala) – 53,71 (2010)